# Scuturi umane (drept)
Scuturile umane ar putea fi civili folosiți împotriva voinței lor pentru a descuraja atacurile asupra țintelor militare în timpul unui conflict armat internațional sau pot fi civili care protejează în mod voluntar țintele militare sau civile de atac. Utilizarea scuturilor umane este interzisă de Protocolul I al Convențiilor de la Geneva. Este, de asemenea, o crimă de război specifică, așa cum a fost codificată în Statutul de la Roma, adoptat în 1998. Limba statutului de la Roma interzice „utilizarea prezenței unei persoane civile sau a unei alte persoane protejate pentru a face anumite puncte, zone sau forțe militare să fie imune la operațiunile militare”. 
Limba statutului de la Roma interzice „utilizarea prezenței unei persoane civile sau a unei alte persoane protejate pentru a face anumite puncte, zone sau forțe militare să fie imune la operațiunile militare”.
Din punct de vedere istoric, legea conflictului armat se aplica numai statelor suverane. Conflictele non-internaționale au fost reglementate de legea națională a statului în cauză. Conform termenilor actuali ai Statutului de la Roma, utilizarea scuturilor umane este definită ca o crimă de război numai în contextul unui conflict armat internațional.
După sfârșitul celui de-al doilea război mondial, conflictele armate non-internaționale au devenit mai obișnuite. Ghidul internațional de drept internațional umanitar sugerează că regulile care interzic utilizarea civililor ca scuturi umane sunt „fără îndoială” obișnuite în conflictele armate non-internaționale. Dezvoltarea și aplicarea dreptului umanitar la războiul modern asimetric este în prezent dezbătută de cercetători legali.